# Golo Brdo (Bugojno, BiH)
Golo Brdo je naseljeno mjesto u općini Bugojno, Federacija Bosne i Hercegovine, BiH.
Nalazi se oko 7 kilometra jugoistočno od Bugojna. 

## Povijest
Tijekom bošnjačko-hrvatskog sukoba, u rujnu 1993. u Golom Brdu pripadnici Armije BiH ubili su dvojicu Hrvata. To su: Stipo (Jakov) Udovičić (r. 1928.) i Božo (Petar) Sučić (r. 1939.).

## Stanovništvo

### 1991.
Nacionalni sastav stanovništva 1991. godine, bio je sljedeći:
ukupno: 316
- Muslimani - 180
- Hrvati - 126
- Srbi - 2
- Jugoslaveni - 3
- ostali, neopredijeljeni i nepoznato - 5

### 2013.
Nacionalni sastav stanovništva 2013. godine, bio je sljedeći:
ukupno: 200
- Bošnjaci - 179
- Hrvati - 21